# Pubertas tarda
Pubertas tarda (von lateinisch pubertas „Geschlechtsreife“, und tardus „gehemmt“) bezeichnet die verzögerte, unvollständige oder völlig fehlende Entwicklung der Pubertät bei Mädchen und Jungen.

## Definition
Die Deutsche Gesellschaft für Kinder- und Jugendmedizin (DGKJ) definiert 2011:

„Eine Pubertas tarda liegt vor, wenn beim sonst gesunden Mädchen (Jungen) jenseits eines chronologischen Alters von 13,5 (14) Jahren noch keine Pubertätszeichen vorhanden sind, wenn der Zeitbedarf für das Durchlaufen der Pubertät von einem Stadium B2 bis zur Menarche (von den ersten Zeichen bis zum Erreichen eines Tanner-Stadiums P5 G5) mehr als 5,0 (5,5) Jahre beträgt oder wenn eine begonnene Pubertätsentwicklung länger als 18 Monate stillsteht.“

## Differenzialdiagnose derPubertas tarda
Man kennt mehrere Ursachen für die verzögerte oder ausbleibende Pubertät:
- Konstitutionelle Entwicklungsverzögerung: Häufigste Ursache verzögerter Pubertät. Familiär bedingte, späte Pubertätsentwicklung, nachfolgend aber normale Entwicklung. In der Regel daher auch schon bei den Eltern nachweisbar, daher sollte unbedingt die Pubertätsanamnese der Eltern erhoben werden (salopp auch „Spätzünder“[2] oder „Spätentwickler“,[3] fachsprachlich früher auch Pseudoeunuchoidismus[4])
- (Echter) Hypogonadismus:
  - Hypergonadotroper Hypogonadismus:

  1. Primär: (Hormonelle) Insuffizienz der Gonaden. Bei Mädchen zum Beispiel im Rahmen eines Turner-Syndroms, bei Jungen im Rahmen eines Klinefelter-Syndroms, bei Anorchie oder Androgenresistenz
  2. Sekundär: Nach Bestrahlung, Chemotherapie, insbesondere bei Tumoren des kleinen Beckens, bei ALL, aber auch bei chronisch konsumierenden bzw. entzündlichen Erkrankungen wie zum Beispiel dem Morbus Crohn.

  - Hypogonadotroper Hypogonadismus: Insuffiziente Gonadotropinesekretion der Hypophyse, meist kombiniert mit weiteren Ausfällen hypophysärer Hormone. Auch hier entweder primär oder sekundär zum Beispiel durch Tumoren bzw. Folgen deren Therapie, posttraumatisch oder postentzündlich.

## Klinik
Die Entwicklung des Organismus bei Pubertas tarda vollzieht sich deutlich verzögert, ungünstigstenfalls bleibt die Pubertät ganz aus. Die Ausbildung sekundärer Geschlechtsmerkmale (Thelarche, Pubarche, Menarche) tritt verspätet ein. Damit verbunden kommt es auch zu einer verzögerten Skelettreife. Durch den fehlenden Pubertätswachstumsschub weicht die Körpergröße vom bisherigen Verlauf der Perzentilenkurve ab. In selteneren Fällen kann es in Abhängigkeit von der Ursache im weiteren Verlauf zum verzögerten Schluss der Epiphysenfugen mit konsekutivem Hochwuchs kommen.
Gelegentlich treten aufgrund der verzögerten Pubertätsentwicklung psychische Probleme auf.

## Diagnostik
Die klinische Dokumentation der Pubertas tarda erfolgt anhand des Pubertätsstadiums nach Tanner. Labortechnisch erfolgt die Bestimmung der Estrogene beziehungsweise des Androgens, des Prolaktins und der Gonadotropine (FSH, LH) im Blut. Neben der Labordiagnostik gehört auch die Bestimmung der Skelettreife beziehungsweise des Knochenalters (beispielsweise nach den Methoden von Greulich und Pyle oder Tanner und Whitehouse) zu den erforderlichen diagnostischen Maßnahmen. Die Pubertätsentwicklung des inneren weiblichen Geschlechtsorgans wird sonografisch dokumentiert.

## Therapie
Tumoren bedürfen einer chirurgischen oder radiotherapeutischen beziehungsweise chemotherapeutischen Behandlung. Fehlende Hormone können substituiert werden und somit die Pubertät eingeleitet werden. Eine Hormonsubstitution führt allerdings bei Jungen im Falle einer kompletten Androgenresistenz nicht zum Erfolg.